# Europese netelboom
De Europese netelboom (Celtis australis) is een boom uit de hennepfamilie (Cannabaceae). Het is een sierlijke, bladverliezende boom die in het Middellandse Zeegebied voorkomt. De plant kan maximaal 25 m hoog worden, maar is vaak kleiner.

## Botanischebeschrijving
De kroon is een onregelmatige koepel met buigzame, hangende takken. De boomschors is bruingrijs, glad heeft enkele lichte rimpels.
De bladeren zijn hartvormig en hebben een scherpgezaagde rand. Het blad is golvend en heeft een lange, gedraaide punt. De bovenzijde is erg ruw, de onderzijde is zachtbehaard. De bladeren worden 10-15 cm lang.

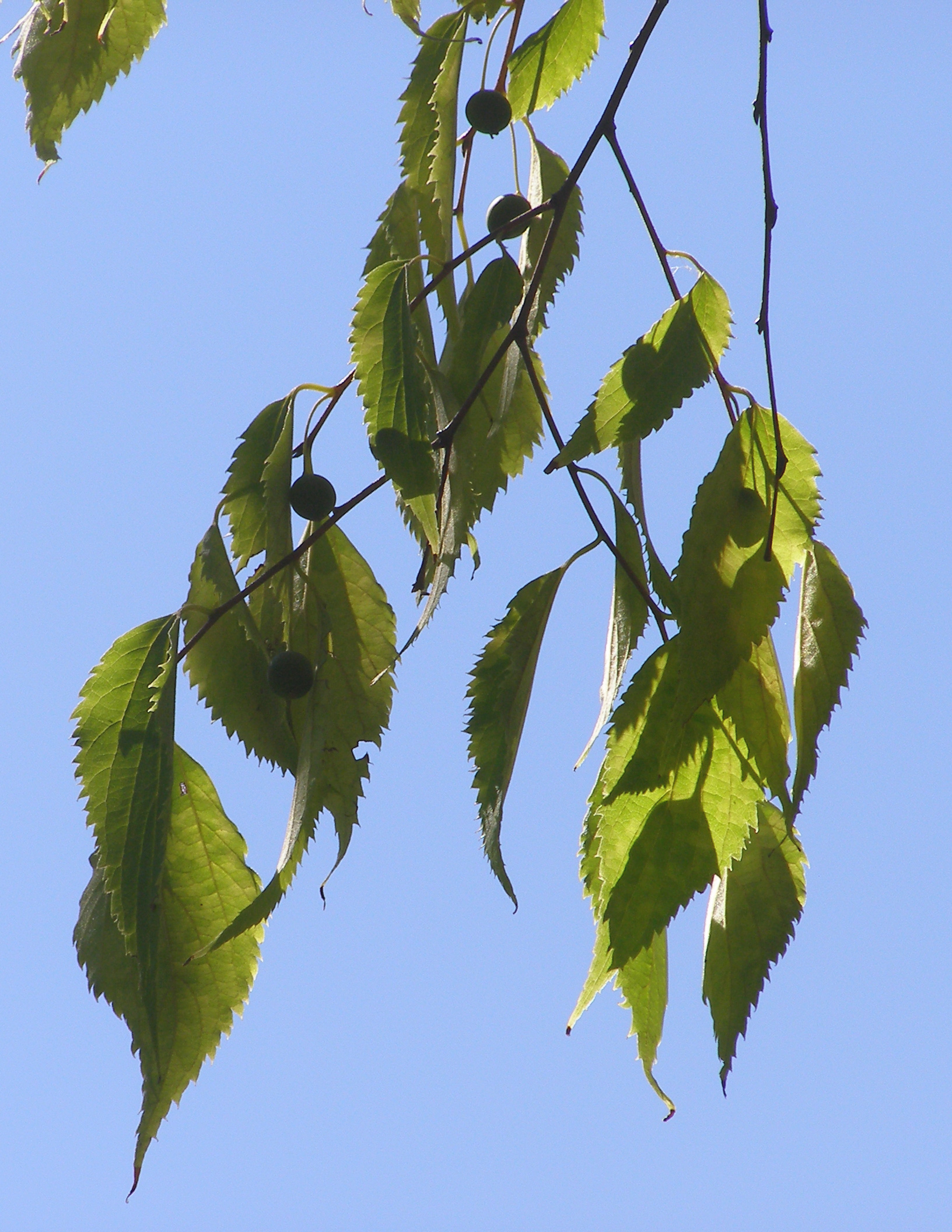
Tak

De Europese netelboom heeft kleine, groene bloemen die aan lange stelen zitten tussen de bladeren. De vrucht lijkt op een kers en is ongeveer 1 cm in doorsnede. Eerst is de vrucht groen, maar deze wordt later donkerbruin tot zwart. De vruchten zijn eetbaar en hebben een zoete smaak.